# Церковь Воздвижения Креста Господня (Марчуги)
Церковь Воздвижения Креста Господня — приходской православный храм в селе Марчуги городского округа Воскресенск Московской области, построенный в 1768 году. Относится к Коломенской епархии Русской православной церкви. Здание церкви является объектом культурного наследия федерального значения и находится под охраной государства.

## История храма
Деревянная церковь в селе Марчуги была возведена в 1620-е годы. В писцовой книге отмечается наличие в селе деревянной церкви, освящённой в честь праздника Воздвижения Креста Господня.
В конце XVII века река Москва изменила русло, и деревянная постройка, которая была расположена на берегу, оказалась на острове. В 1768 году на новом месте «тщанием» вдовы лейтенанта флота А. М. Милославской (урождённой Пожарской) была сооружена новая кирпичная церковь, которая до настоящего времени действует. В 1848 году по инициативе гвардии полковника князя А. Б. Черкасского были построены трапезная и приделы храма: один освящён во имя святителя Николая, а другой — во имя святых страстотерпцев Бориса и Глеба. В 1858 году возведена каменная колокольня. В дальнейшем этот храм неоднократно перестраивали, достраивали, ремонтировали. С 1894 по 1895 год был проведён ремонт, во время которого в церкви были установлены новые деревянные резные позолоченные иконостасы, сохранившиеся до наших дней.
Ведомости храма за 1913 год сообщают, что с 15 мая 1910 года здесь службы проводил священнослужитель Михаил Пятикрестовский. В 1937 году ещё один местный священник Михаил Взоров был расстрелян на Бутовском полигоне. В это же время ключница храма Анна Жбанова пряталась с ключами от церкви в подполе у чужих людей, тем самым сумела сохранить святыни от разграблений.
В послевоенные годы здесь работал отец Анатолий, священник Петр. В 1967 году в церковь был направлен молодой священник Александр Сайгушев. Он много лет служил здесь и занимался ремонтом помещений. При нём были отремонтированы оконные переплеты, проведён водопровод, устроено паровое отопление, в 1978 году сооружена отдельная котельная. В 2004 году церковь была газифицирована.
В настоящее время работы по восстановлению храма продолжаются. Крестовоздвиженская церковь на протяжении 250 лет не закрывалась, в ней совершаются богослужения.

## Архитектура
Композиционное ядро строения составляет кирпичный храм типа «восьмерик на четверике» с двусветным основанием и гранёной апсидой, наделённой сдержанной, несколько однообразной декорацией стиля барокко.
Оконные наличники двух типов, сохранившихся в верхних ярусах, являются основным элементом убранства. В XIX веке изменены нижние окна. Квадратная четырёхстолпная трапезная соединяет храм с шатровой столпообразной колокольней в четыре яруса. Стены храма плотно оштукатурены и побелены. Живопись на стенах и сводах — конца XIX века.